# Allobates brunneus
Espèce
Synonymes
- Prostherapis brunneus Cope, 1887
- Colostethus brunneus (Cope, 1887)

Statut de conservation UICN

 LC  : Préoccupation mineure
Allobates brunneus est une espèce d'amphibiens de la famille des Aromobatidae.

## Répartition
Cette espèce se rencontre :
- au Brésil, dans le bassin de l'Amazone, depuis l'embouchure jusqu'au Sud de l'Amazonas et au Mato Grosso ;
- dans l'extrême Nord-Est de la Bolivie.

Morales a attribué les populations au Nord de cette zone à d'autres espèces.

## Description
Allobates brunneus mesure de 14,8 à 18,3 mm pour les mâles et de 15,9 à 19,8 mm pour les femelles.
Cette espèce a la face dorsale variant du brun grisâtre clair au brun orangé et présente souvent des taches brun foncé en forme de sablier, de diamant ou triangulaires. Sa face ventrale varie selon les sexes, le mâle a la gorge jaune-vert et le ventre jaune ainsi que des mélanophores sur le sac vocal. La femelle a la face ventrale blanche avec un liseré jaune au niveau de la gorge. La tête du mâle est légèrement plus fine que celle de la femelle.

## Étymologie
Son nom d'espèce, du latin brunneus, « brun », lui a été donné en référence à sa livrée.

## Publication originale
- Cope, 1887 : Synopsis of the batrachia and reptilia obtained by H. H. Smith, in the province of Mato Grosso, Brazil. Proceedings of the American Philosophical Society, vol. 24, p. 44-60 (texte intégral).